# Nikołaj Tumanow
Nikołaj Gawriłowicz Tumanow (ros. Николай Гаврилович Туманов, ur. 6 maja 1887 w Ostrowie, zm. 4 września 1936) – radziecki działacz państwowy.

## Życiorys
Ukończył Ogólnokształcące Kursy Czernyszowa w Petersburgu, służył jako sanitariusz w rosyjskiej armii, 1917 wstąpił do SDPRR(b), od grudnia 1917 pracował w Banku Państwowym RFSRR. Od stycznia 1918 zarządzał oddziałem Banku Państwowego w Piotrogrodzie, a w 1918-1919 Bankiem Państwowym w obwodzie północnym, od 1920 do października 1921 był pełnomocnikiem Ludowego Komisariatu Finansów RFSRR na Ukrainie, a od marca do października 1922 członkiem Kolegium Ludowego Komisariatu Finansów RFSRR. Od 1 listopada 1922 do 1923 był ludowym komisarzem finansów ZFSRR, od 1923 do 16 stycznia 1926 ponownie członkiem Kolegium Ludowego Komisariatu Finansów RFSRR i jednocześnie od marca 1924 do 16 stycznia 1926 p.o. przewodniczącego Zarządu Banku Państwowego ZSRR, od stycznia do maja 1926 przewodniczącym Komitetu Elewatorowego, a od czerwca 1926 członkiem Prezydium Państwowej Komisji Planowej przy Radzie Pracy i Obrony ZSRR. Od lutego 1928 był zastępcą przewodniczącego, a 1928-1931 przedstawicielem handlowym ZSRR we Francji, 1931-1932 przewodniczącym Zarządu Banku Kredytu Długoterminowego ZSRR i jednocześnie członkiem Prezydium Najwyższej Rady Gospodarki Narodowej ZSRR, a od 1932 do sierpnia 1936 zarządcą Banku Przemysłowego ZSRR i członkiem Kolegium Ludowego Komisariatu Finansów ZSRR.
4 sierpnia 1936 został aresztowany, 3 września 1936 skazany na śmierć przez Wojskowe Kolegium Sądu Najwyższego ZSRR pod zarzutem udziału w organizacji kontrrewolucyjnej i następnego dnia rozstrzelany. Jego prochy złożono na Cmentarzu Dońskim. 20 sierpnia 1964 został pośmiertnie zrehabilitowany.